# Audio-Technica
Audio-Technica is een Japanse producent van microfoons, draadloze microfoons, hoofdtelefoons en elementen voor draaitafels. Audio-Technica werd opgericht in 1962 door Hideo Matsushita en is gevestigd in Tokio. De (draadloze) microfoons werden aanvankelijk vooral gebruikt in de VS en Groot-Brittannië maar hebben ook steeds meer terrein in de rest van de wereld gewonnen.

## Geschiedenis
In 1962 werd begonnen met de fabricage van elementen voor platenspelers, om deze vanaf 1969 wereldwijd te gaan verspreiden. Vijf jaar later begon ook de productie van hoofdtelefoons; het eerste product dat van de band rolde was de AT700. In dit jaar werd het 15-el-element winnaar van de Stereo Components Grand Prix competition. In 2004 introduceerde het bedrijf de AT2020, een studiomicrofoon die tot de dag van vandaag nog steeds in veel Amerikaanse studio's gebruikt wordt.

## Technologie
In 2005 ontwikkelde Audio-Technica het Unigarantsysteem, waardoor de microfoons welke hiermee uitgerust zijn niet of bijna niet meer gevoelig zijn voor storingen van draadloze systemen, zoals mobiele telefoons, draadloze netwerken etc.

## Producten
Audio-Technica heeft een groot assortiment van (draadloze) microfoons, maar er zijn er een aantal die eruitspringen:
- AE5400: al meerdere malen uitgekozen tot de beste microfoon ter wereld; deze microfoon bevat hetzelfde element als de AT4050. De AE5400 is een cardioïde microfoon met een heldere klank.
- BP892 Micropoint (vroeger de AT892cW): waarschijnlijk de kleinste microfoon ter wereld: de capsule is 2,5 mm en daardoor vaak gebruikt voor theatershows, opnamen en musicals. De microfoon is te vergelijken met de E6 van Countryman. In Nederland heeft de laatstgenoemde meer bekendheid en mede daardoor een hoger aanzien.[1]

## Prijzen
- 1974 - winnaar van de Stereo Components Grand Prix competition met de 15-el
- 1978 - de ATH-8 en de ATH-7 winnen de "MITI Good Design Award"
- 1992 - de Audio Engineering Society kiest de AT4033 tot beste microfoon van 1991

## Tv-programma's e.d.
Naast het gebruik op podia worden de microfoons van Audio-Technica vaak gebruikt bij tv-opnamen en shows. Hier onder een klein overzicht.
- Grammy Awards (VS)
- Big Brother (VS)
- Deal or No Deal (VS)
- The Rock and Roll Hall of Fame inductions (VS)
- Olympische Spelen 1996 (VS)[2]
- Olympische Spelen 2000 (Australië)[2]
- Olympische Winter Spelen 2002 (VS)[2]
- Olympische Spelen 2004 (Griekenland)[2]
- Olympische Spelen 2006 (Italië)[2]
- Olympische Spelen 2008 (China)[2]

## Artiesten
Veel artiesten, vooral in de VS, maken gebruik van Audio-Technica. Hieronder een kleine opsomming:
- BoA
- Justin Timberlake
- Killswitch Engage
- Kiss
- Linkin Park[3][4]
- Metallica[4][5]
- Puddle of Mudd
- Skid Row
- NTRSN

## Overige gebruikers
- Folk Alley Mobile Recording Studio[6]